# Geta Brătescu
Geta Brătescu (ur. 4 maja 1926 w Ploeszti, zm. 19 września 2018 w Bukareszcie) – rumuńska artystka wizualna.

## Życiorys
W 1949 została usunięta ze studiów w Akademii Sztuk Pięknych w Bukareszcie, z uwagi na jej niewłaściwe ideologicznie pochodzenie. Studia ukończyła dopiero w roku 1969. W latach 60. XX w. była ilustratorką czasopisma kulturalnego Secolul 20. Od lat 60. tworzy głównie gobeliny i kolaże, w stylistyce konceptualizmu. Twórczość artystki nawiązuje do rumuńskiej mitologii i literatury, a także inspiruje się tradycyjnym rzemiosłem rumuńskim. Twórczość artystki stała się znana na forum międzynarodowym od 2017, kiedy cykl swoich prac p.t. Objawienie zaprezentowała na weneckim biennale. W 2018, tuż przed śmiercią zaprezentowała swoją twórczość w Neuer Berliner Kunstverein w Berlinie.

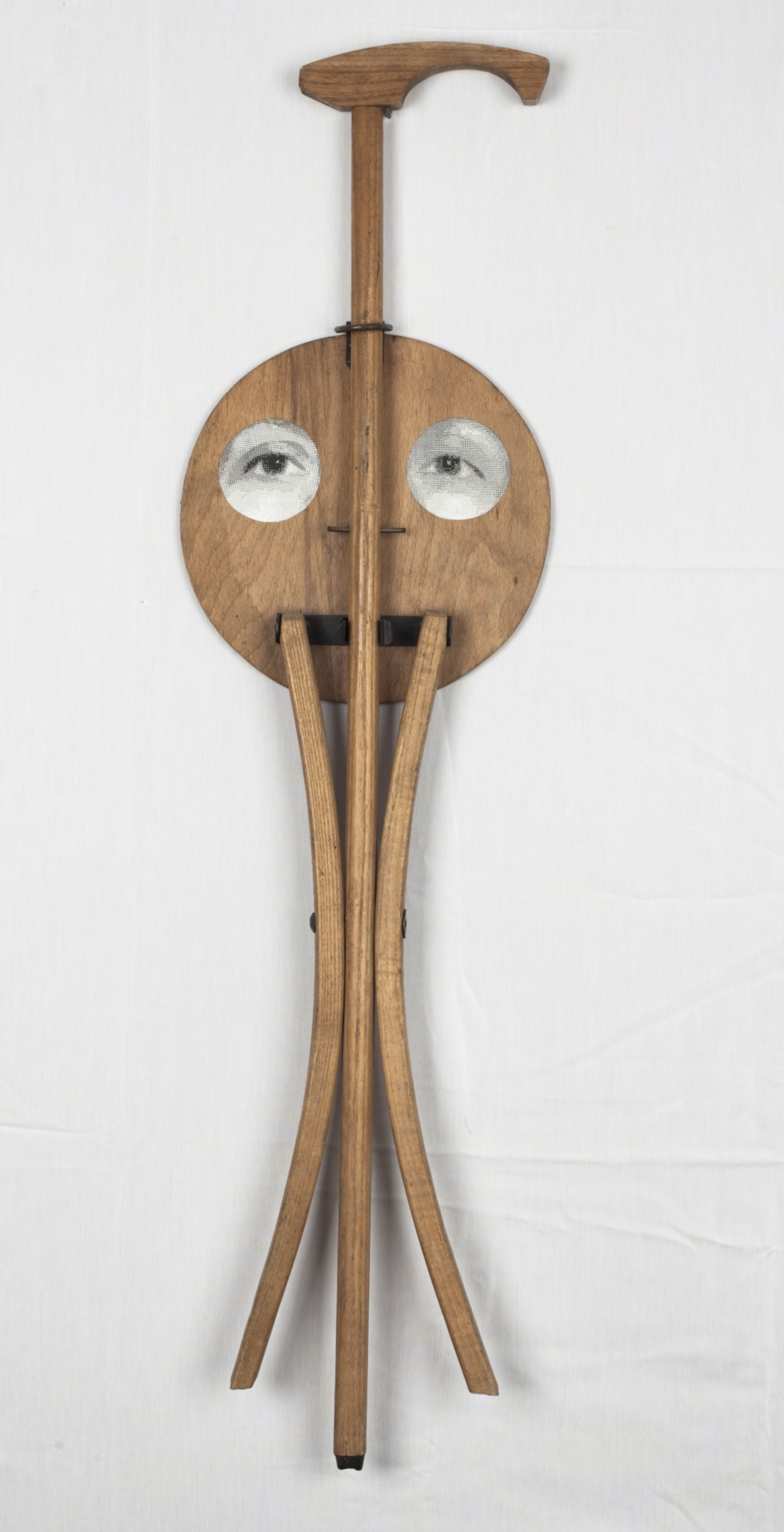
Geta Brătescu, Podróżnik

W 2024 prace rumuńskiej artystki zaprezentowano w warszawskiej Galerii Monopol.